# Washington Wizards
Washington Wizards är en amerikansk basketorganisation, bildad 1961 som Chicago Packers, vars lag är baserat i Washington, D.C. och spelar i NBA.

## Historia
Laget bildades 1961 som Chicago Packers och har spelat i NBA sedan säsongen 1961/1962. Inför säsongen efter, 1962/1963, bytte laget namn till Chicago Zephyrs.
Efter två misslyckade säsonger i Chicago flyttade laget till Baltimore, Maryland, inför säsongen 1963/1964 och döptes om till Baltimore Bullets. Där lyckades laget säsongen 1970/1971 ta sig ända fram till NBA-finalen som de förlorade mot Milwaukee Bucks med 0-4 i matcher.
Inför säsongen 1973/1974 flyttade laget till Washington, D.C. och kallades för Capital Bullets för att säsongen efter döpas om till Washington Bullets. Laget hette detta fram till 1997 då laget åter bytte namn till nuvarande Washington Wizards.
Washington har vunnit NBA-titeln en gång, säsongen 1977/1978 då man besegrade Seattle SuperSonics med 4-3 i matcher. Dessutom har man förlorat NBA-finalen två gånger, dels 1974/1975 då Golden State Warriors vann i fyra raka matcher och dels 1978/1979 då Seattle SuperSonics vann med 4-1 i matcher.

## Spelartruppen 2025/2026
Senast uppdaterad: 9 augusti 2025.

Alla spelare som har kontrakt med Washington Wizards. Spelarnas löner är i amerikanska dollar och är vad de skulle få ut om spelarna vore i NBA-truppen under hela säsongen.
| Nr                                |            | Namn              | Pos   | Lön 25/26   |        | Kontrakt | Kom till laget | Kom ifrån                     |
| --------------------------------- | ---------- | ----------------- | ----- | ----------- | ------ | -------- | -------------- | ----------------------------- |
| 0                                 | Frankrike  | Bilal Coulibaly   | SF    | $7 275 600  | [ 3 ]  | 2027     | 2023           | Indiana Pacers                |
| 1                                 | USA        | Cam Whitmore      | SF    | $3 539 760  | [ 4 ]  | 2027     | 2025           | Houston Rockets               |
| 3                                 | USA        | C.J. McCollum     | SG    | $30 666 666 | [ 5 ]  | 2026     | 2025           | New Orleans Pelicans          |
| 5                                 | USA        | A.J. Johnson      | PG    | $2 781 432  | [ 6 ]  | 2028     | 2025           | Milwaukee Bucks               |
| 7                                 | USA        | Bub Carrington    | SG/PG | $4 287 800  | [ 7 ]  | 2028     | 2024           | Pittsburgh Panthers           |
| 9                                 | USA        | Justin Champagnie | SF/PF | $2 349 578  | [ 8 ]  | 2028     | 2024           | Sioux Falls Skyforce          |
| 12                                | USA        | Tre Johnson       | SG    | $8 237 640  | [ 9 ]  | 2029     | 2025           | Texas Longhorns               |
| 16                                | USA        | Anthony Gill      | PF    | $2 667 947  | [ 10 ] | 2026     | 2020           | BK Chimki                     |
| 18                                | Schweiz    | Kyshawn George    | SF/SG | $2 719 530  | [ 11 ] | 2028     | 2024           | Miami Hurricanes              |
| 20                                | Frankrike  | Alexandre Sarr    | C     | $11 808 240 | [ 12 ] | 2028     | 2024           | Perth Wildcats                |
| 22                                | USA        | Malaki Branham    | SG/SF | $4 962 033  | [ 13 ] | 2026     | 2025           | San Antonio Spurs             |
| 24                                | USA        | Corey Kispert     | SF    | $13 975 000 | [ 14 ] | 2029     | 2023           | Gonzaga Bulldogs              |
| 27                                | Kanada     | Will Riley        | SF    | $3 512 520  | [ 15 ] | 2029     | 2025           | Illinois Fighting Illini      |
| 32                                | USA        | Khris Middleton   | SF    | $33 296 296 | [ 16 ] | 2026     | 2025           | Milwaukee Bucks               |
| 33                                | USA        | Dillon Jones      | SG/SF | $2 294 400  | [ 17 ] | 2028     | 2025           | Oklahoma City Thunder         |
| --                                | USA        | Marvin Bagley III | PF    | $3 080 921  | [ 18 ] | 2026     | 2025           | Memphis Grizzlies             |
| --                                | Australien | Akoldah Gak       | SF/PF | $1 272 870  | [ 19 ] | 2026     | 2025           | Capitanes de Ciudad de México |
| --                                | USA        | Keshon Gilbert    | PG    | $1 272 868  | [ 20 ] | 2026     | 2025           | Iowa State Cyclones           |
| --                                | USA        | Jonathan Pierre   | PF    | $1 272 868  | [ 21 ] | 2026     | 2025           | Belmont Bruins                |
| Tvåvägskontrakt                   |            |                   |       |             |        |          |                |                               |
| Nr                                |            | Namn              | Pos   | Lön 25/26   |        | Kontrakt | Kom till laget | Kom ifrån                     |
| 00                                | Serbien    | Tristan Vukčević  | PF/C  | $636 434    | [ 22 ] | 2026     | 2024           | KK Partizan                   |
| 30                                | USA        | Jamir Watkins     | SG/SF | $636 434    | [ 23 ] | 2026     | 2025           | Florida State Seminoles       |
| --                                | USA        | Kadary Richmond   | SG    | $636 434    | [ 24 ] | 2026     | 2025           | St. John's Red Storm          |
| Positioner: PG – SG – SF – PF – C |            |                   |       |             |        |          |                |                               |

## Kuriosa
- Michael Jordan avslutade sin karriär i laget 2001-2003.
- 2003–2010 spelade Gilbert Arenas, bärandes tröjnumret 0. Detta berodde på att när han sökte in på Arizonas College, trodde hans kompisar att han skulle få 0 minuter speltid. Han blev senare också en av NBA:s största poängskyttar och senare en All-Star.